# Cian O'Connor
Cian O'Connor (Dublín, 12 de noviembre de 1979) es un jinete irlandés que compite en la modalidad de salto ecuestre.
Participó en tres Juegos Olímpicos de Verano, obteniendo una medalla de bronce en Londres 2012, en la prueba individual, y una medalla de oro en Atenas 2004, también en la prueba individual. Posteriormente perdió la medalla de Atenas 2004 al detectársele a su caballo, Waterford Crystal, una sustancia prohibida.
Ganó dos medallas en el Campeonato Europeo de Saltos Ecuestres de 2017, oro por equipos y bronce en la prueba individual.

## Palmarés internacional
| Juegos Olímpicos   | Juegos Olímpicos      | Juegos Olímpicos  | Juegos Olímpicos |
| Año                | Lugar                 | Medalla           | Categoría        |
| ------------------ | --------------------- | ----------------- | ---------------- |
| 2004               | Atenas (Grecia)       | DSC               | Individual       |
| 2012               | Londres (Reino Unido) | Medalla de bronce | Individual       |
| Campeonato Europeo |                       |                   |                  |
| Año                | Lugar                 | Medalla           | Categoría        |
| 2017               | Gotemburgo (Suecia)   | Medalla de oro    | Por equipos      |
| 2017               | Gotemburgo (Suecia)   | Medalla de bronce | Individual       |